# Rhizopulvinaria ucrainica
Rhizopulvinaria ucrainica är en insektsart som beskrevs av Tereznikova 1981. Rhizopulvinaria ucrainica ingår i släktet Rhizopulvinaria och familjen skålsköldlöss.
Artens utbredningsområde är Ukraina. Inga underarter finns listade i Catalogue of Life.